# Chruszczyna Wielka
Chruszczyna Wielka – wieś sołecka w Polsce położona w województwie świętokrzyskim, w powiecie kazimierskim, w gminie Kazimierza Wielka
W latach 1975–1998 miejscowość administracyjnie należała do województwa kieleckiego.
| SIMC    | Nazwa     | Rodzaj    |
| ------- | --------- | --------- |
| 0241181 | Gaje      | część wsi |
| 0241198 | Gościniec | część wsi |